# Adrian Monger
Adrian Calero Monger (Mount Lawley, 6 dicembre 1932 – Perth, 9 luglio 2016) è stato un canottiere australiano, vincitore della medaglia di bronzo nell'otto a Melbourne 1956.

## Biografia

### Carriera agonistica
Proveniente dall'Australia Occidentale, da giovane si dedicò ad atletica leggera e pugilato avvicinandosi al canottaggio solo dopo essersi trasferito nello stato di Victoria per frequentare prima la Geelong Grammar School e successivamente l'Università di Melbourne.
All'università gareggiò con l'otto che vinse il campionato universitario nazionale, la Oxford and Cambridge Cup, nel 1953 ed si laureò campione nazionale vincendo la Kings Cup nel 1954 e nel 1956.
Grazie al successo del 1956 venne selezionato per l'otto in occasione dei Giochi olimpici che si svolgevano nella stessa capitale dello stato di Victoria, dove si classificò terzo dietro gli equipaggi statunitensi e canadesi.

### Dopo il ritiro
Poco dopo la medaglia olimpica, Monger si ritirò dal canottaggio agonistico a soli 24 anni per concentrarsi sul suo lavoro come agente di borsa. Tuttavia, nel 1964 si dedicò alla sua aal'insegnamento e fino al 1974 fu insegnante e allenatore di canottaggio alla Geelong Grammar School. Dal 1975 al 1984 insegnò economia, contabilità e commercio al Scotch College di Perth dove fu anche allenatore di canottaggio fino al 2007.
Nel 1997 e nel 1998 allenò l'otto dell'Università dell'Australia Occidentale che vinse l'Oxford and Cambridge Cup entrambi gli anni.

## Palmarès
- Giochi olimpici

Melbourne 1956: bronzo nell'otto.